# (815) Coppelia
(815) Coppelia est un astéroïde de la ceinture principale.

## Description
(815) Coppelia est un astéroïde de la ceinture principale découvert le 2 février 1916 par l'astronome allemand Max Wolf à Heidelberg. Sa désignation provisoire était 1916 YU.
Il fut nommé en l'honneur du ballet en deux actes Coppélia de Léo Delibes (1836-1891), basé sur un conte d'E. T. A. Hoffmann (1776-1822).